# Cronquistov sustav
Cronquistov sustv, taksonomska klasifikacija cvjetnica na dva velika razreda Magnoliopsida ili dikotiledone i Liliopsida ili monokotiledone biljke, sustav koji je 1981. razradio Arthur Cronquist i još se uveliko koristi u stručnoj literaturi.

## Sistematika
- Carstvo Plantae Haeckel, 1866
  - Divizija Magnoliophyta Cronquist, Takht. & Zimmerm., 1966
    - Razred Liliopsida Cronquist, Takht. & Zimmerm., 1966
      - A. Podrazred Alismatidae Takht., 1966
        - A1 Red Alismatales Lindl., 1833
          - Porodica Alismataceae Vent., 1799
            - Rod Alisma L., 1753
            - Rod Echinodorus Rich. ex Engelm., 1848
            - Rod Damasonium Mill., 1754
            - Rod Caldesia Parl.
            - Rod Sagittaria L., 1753

          - Porodica Butomaceae L. C. Richard, 1815
            - Rod Butomus L.

          - Porodica Limnocharitaceae Takht., 1954
            - Rod Hydrocleys Rich., 1815
            - Rod Tenagocharis Hochst.
            - Rod Limnocharis Bonpl., 1808

        - A2 Red Hydrocharitales Lindl., 1833
          - Porodica Hydrocharitaceae Juss., 1789
            - Rod Halophila Thouars, 1806
            - Rod Enhalus Rich.
            - Rod Ottelia Pers.
            - Rod Elodea Michx., 1803
            - Rod Hydrilla Rich., 1811
            - Rod Thalassia Banks & Sol. ex K.D. Koenig, 1806
            - Rod Lagarosiphon Harv.
            - Rod Nechamandra Planch.
            - Rod Stratiotes L.
            - Rod Vallisneria L., 1753

        - A3 Red Najadales Nakai, 1930
          - Porodica Aponogetonaceae J. G. Agardh, 1858
            - Rod Aponogeton L.f.

          - Porodica Cymodoceaceae N. Taylor, 1909
            - Rod Halodule Endl., 1838
            - Rod Cymodocea K.Koenig, 1805
            - Rod Amphibolis C.Agardh
            - Rod Syringodium Kutz., 1860
            - Rod Thalassodendron Hartog

          - Porodica Juncaginaceae L. C. Richard, 1808
            - Rod Triglochin L., 1753
            - Rod Lilaea Bonpl., 1808
            - Rod Cycnogeton Endl., 1838
            - Rod Maundia F.Muell.
            - Rod Tetroncium Willd.

          - Porodica Najadaceae Juss., 1789
            - Rod Najas L., 1753

          - Porodica Posidoniaceae Lotsy, 1911
            - Rod Posidonia K.Koenig

          - Porodica Potamogetonaceae Dumort., 1829
            - Rod Potamogeton L., 1753

          - Porodica Ruppiaceae Hutch., 1934
            - Rod Ruppia L., 1753

          - Porodica Scheuchzeriaceae Rudolphi, 1830
            - Rod Scheuchzeria L.

          - Porodica Zannichelliaceae Dumort., 1829
            - Rod Zannichellia L., 1753
            - Rod Vleisia Toml. & Posl.
            - Rod Althenia F.Petit
            - Rod Lepilaena J.L.Drumm. ex Harv.

          - Porodica Zosteraceae Dumort., 1829
            - Rod Zostera L., 1753
            - Rod Heterozostera (Setch.) Hartog
            - Rod Phyllospadix Hook., 1838

        - A4 Red Triuridales Engler, 1897
          - Porodica Petrosaviaceae Hutch., 1934
            - Rod Petrosavia Becc.

          - Porodica Triuridaceae Gardner, 1843
            - Rod Sciaphila Blume, 1825[1]

      - B Podrazred Arecidae Takht., 1966
        - B1 Red Arales Lindl., 1833
          - Porodica Araceae Juss., 1789
            - Rod Anthurium Schott, 1829
            - Rod Arisaema Mart., 1831
            - Rod Dieffenbachia Schott, 1839
            - Rod Acorus L., 1753
            - Rod Amorphophallus Blume ex Decne.
            - Rod Pistia L., 1753
            - Rod Lysichiton Schott
            - Rod Peltandra Wight, 1852
            - Rod Philodendron Schott, 1829
            - Rod Spathiphyllum Schott, 1832
            - Rod Symplocarpus Salisb. ex Nutt.

          - Porodica Lemnaceae S. F. Gray, 1821
            - Rod Wolffia Horkel ex Schleid., 1844
            - Rod Wolffiella (Hegelm.) Hegelm., 1895
            - Rod Lemna L., 1753
            - Rod Spirodela Schleid., 1839
            - Rod Wolffiopsis Hartog & Plas
            - Rod Pseudowolffia Hartog & Plas

        - B2 Red Arecales Nakai, 1930
          - Porodica Arecaceae C. H. Schultz-Schultzenstein, 1832
            - Rod Bactris Jacq. ex Scop., 1777
            - Rod Astrocaryum G.Mey., 1818
            - Rod Arenga Labill.
            - Rod Calamus L.
            - Rod Areca L., 1753
            - Rod Cocos L., 1753
            - Rod Veitchia H.Wendl., 1868
            - Rod Lodoicea Comm. ex DC.
            - Rod Phoenix L., 1753
            - Rod Sclerosperma G.Mann & H.Wendl.
            - Rod Socratea H.Karst.
            - Rod Phytelephas Ruiz & Pav.
            - Rod Nypa Steck

        - B3 Red Cyclanthales J. H. Schaffner, 1929
          - Porodica Cyclanthaceae Dumort., 1829
            - Rod Cyclanthus Poit. ex A. Rich., 1824
            - Rod Carludovica Ruiz & Pav., 1794
            - Rod Asplundia Harling, 1954
            - Rod Sphaeradenia Harling

        - B4 Red Pandanales Lindl., 1833
          - Porodica Pandanaceae R. Br., 1810
            - Rod Freycinetia Gaudich.
            - Rod Pandanus Parkinson, 1773
            - Rod Sararanga Hemsl.

      - C. Podrazred Commelinidae Takht., 1966
        - C1 Red Commelinales Lindl., 1833
          - Porodica Commelinaceae R. Br., 1810
            - Rod Commelina L., 1753
            - Rod Aneilema R.Br., 1810
            - Rod Dichorisandra J.C.Mikan, 1820
            - Rod Cartonema R.Br.
            - Rod Tradescantia L., 1753
            - Rod Triceratella Brenan
            - Rod Rhoeo Hance
            - Rod Commelinantia Tharp
            - Rod Zebrina Schnizl.

          - Porodica Mayacaceae Kunth, 1842
            - Rod Mayaca Aubl., 1775

          - Porodica Rapateaceae Dumort., 1829
            - Rod Spathanthus Desv.
            - Rod Maschalocephalus Gilg & K.Schum.
            - Rod Rapatea Aubl.
            - Rod Stegolepis Klotzsch ex Korn.

          - Porodica Xyridaceae C. A. Agardh, 1823
            - Rod Achlyphila Maguire & Wurdack
            - Rod Abolboda Bonpl.
            - Rod Xyris L., 1753
            - Rod Orectanthe Maguire

        - C2 Red Cyperales G. T. Burnett, 1835
          - Porodica Cyperaceae Juss., 1789
            - Rod Fimbristylis Vahl, 1805
            - Rod Cyperus L., 1753
            - Rod Eleocharis R.Br., 1810
            - Rod Carex L., 1753
            - Rod Dichromena Michx.
            - Rod Mapania Aubl.
            - Rod Kobresia Willd., 1805
            - Rod Rhynchospora Vahl, 1805
            - Rod Scleria Bergius, 1765
            - Rod Scirpus L., 1753

          - Porodica Poaceae Barnhart, 1895
            - Rod Avena L., 1753
            - Rod Eragrostis Wolf, 1776
            - Rod Zea L., 1753
            - Rod Stipa L., 1753
            - Rod Poa L., 1753
            - Rod Oryza L., 1753
            - Rod Paspalum L., 1759
            - Rod Triticum L., 1753
            - Rod Saccharum L., 1753
            - Rod Melocanna Trin.
            - Rod Hordeum L., 1753
            - Rod Sorghum Moench, 1794
            - Rod Ochlandra Thwaites
            - Rod Pariana Aubl.
            - Rod Sporobolus R.Br., 1810
            - Rod Panicum L., 1753
            - Rod Streptochaeta Schrad. ex Nees, 1829
            - Rod Secale L., 1753

        - C3 Red Eriocaulales Nakai, 1930
          - Porodica Eriocaulaceae Desvaux, 1828
            - Rod Syngonanthus Ruhland, 1900
            - Rod Eriocaulon L., 1753
            - Rod Paepalanthus Kunth, 1841

        - C4 Red Hydatellales Cronquist, 1980
          - Porodica Hydatellaceae Hamann, 1976
            - Rod Hydatella Diels
            - Rod Trithuria Hook.f.

        - C5 Red Juncales Lindl., 1833
          - Porodica Juncaceae Juss., 1789
            - Rod Juncus L., 1753
            - Rod Luzula DC., 1805
            - Rod Prionium E.Mey.

          - Porodica Thurniaceae Engl., 1907
            - Rod Thurnia Hook.f.

        - C6 Red Restionales J. H. Schaffner, 1929
          - Porodica Centrolepidaceae Endl., 1836
            - Rod Centrolepis Labill.

          - Porodica Flagellariaceae Dumort., 1829
            - Rod Flagellaria L.

          - Porodica Joinvilleaceae A. C. Smith & Tomlinson, 1970
            - Rod Joinvillea Gaudich. ex Brongn. & Gris

          - Porodica Restionaceae R. Br., 1810
            - Rod Anarthria R.Br.
            - Rod Ecdeiocolea F.Muell.
            - Rod Lyginia R.Br.
            - Rod Restio Rottb.

        - C7 Red Typhales Lindl., 1833
          - Porodica Sparganiaceae Rudolphi, 1830
            - Rod Sparganium L., 1753

          - Porodica Typhaceae Juss., 1789
            - Rod Typha L., 1753

      - D. Podrazred Liliidae Takht., 1966
        - D1 Red Liliales Lindl., 1833
          - Porodica Agavaceae Endl., 1841
            - Rod Dasylirion Zucc., 1838
            - Rod Cordyline Comm. ex R.Br., 1789
            - Rod Agave L., 1753
            - Rod Sansevieria Thunb., 1794
            - Rod Dracaena Vand. ex L., 1767
            - Rod Doryanthes Correa
            - Rod Yucca L., 1753
            - Rod Nolina Michx., 1803
            - Rod Phormium J.R.Forst. & G.Forst., 1775

          - Porodica Aloaceae Batsch, 1802
            - Rod Aloe L., 1753
            - Rod Gasteria Duval, 1809
            - Rod Haworthia Duval, 1809
            - Rod Lomatophyllum Willd.
            - Rod Kniphofia Scop.

          - Porodica Cyanastraceae Engl., 1900
            - Rod Cyanastrum Oliv.

          - Porodica Dioscoreaceae R. Br., 1810
            - Rod Avetra H.Perrier
            - Rod Dioscorea L., 1753
            - Rod Tamus L.
            - Rod Trichopus Gaertn.
            - Rod Stenomeris Planch.
            - Rod Rajania L., 1753

          - Porodica Haemodoraceae R. Br., 1810
            - Rod Conostylis R.Br.
            - Rod Haemodorum Sm.
            - Rod Lophiola Ker Gawl.

          - Porodica Hanguanaceae Airy Shaw, 1965
            - Rod Hanguana Blume

          - Porodica Iridaceae Juss., 1789
            - Rod Ixia L., 1762
            - Rod Bobartia L.
            - Rod Dietes Salisb. ex Klatt
            - Rod Isophysis T.Moore
            - Rod Gladiolus L.
            - Rod Babiana Ker Gawl. ex Sims
            - Rod Dierama K.Koch
            - Rod Iris L., 1753
            - Rod Crocus L.
            - Rod Diplarrhena Labill.
            - Rod Cobana Ravenna
            - Rod Watsonia Mill.
            - Rod Witsenia Thunb.
            - Rod Freesia Eckl. ex Klatt
            - Rod Aristea Sol. ex Aiton
            - Rod Sisyrinchium L., 1753
            - Rod Tigridia Juss., 1789
            - Rod Moraea Mill., 1758
            - Rod Klattia Baker
            - Rod Romulea Maratti
            - Rod Hermodactylus Mill.
            - Rod Nivenia Vent.
            - Rod Pillansia L.Bolus

          - Porodica Liliaceae Juss., 1789
            - Rod Curculigo Gaertn., 1788
            - Rod Zigadenus Michx.
            - Rod Colchicum L.
            - Rod Camassia Lindl.
            - Rod Dianella Lam.
            - Rod Aletris L., 1753
            - Rod Chlorophytum Ker Gawl., 1807
            - Rod Chionodoxa Boiss.
            - Rod Amaryllis L., 1753
            - Rod Allium L., 1753
            - Rod Xerophyllum Michx.
            - Rod Asparagus L., 1753
            - Rod Tulipa L.
            - Rod Ornithogalum L., 1753
            - Rod Gloriosa L.
            - Rod Veratrum L., 1753
            - Rod Galanthus L.
            - Rod Astelia Banks & Sol. ex R.Br.
            - Rod Crinum L., 1753
            - Rod Convallaria L., 1753
            - Rod Erythronium L.
            - Rod Bulbine Wolf
            - Rod Aspidistra Ker Gawl., 1822
            - Rod Calochortus Pursh, 1814
            - Rod Narcissus L., 1753
            - Rod Lilium L., 1753
            - Rod Trillium L.
            - Rod Hosta Tratt.
            - Rod Tofieldia Huds.
            - Rod Hyacinthus L., 1753
            - Rod Muscari Mill.
            - Rod Scilla L., 1753
            - Rod Hippeastrum Herb., 1821
            - Rod Hemerocallis L., 1753

          - Porodica Philydraceae Link, 1821
            - Rod Orthothylax (Hook.f.) Skottsb.
            - Rod Philydrella Caruel
            - Rod Helmholtzia F.Muell.
            - Rod Philydrum Banks ex Gaertn.

          - Porodica Pontederiaceae Kunth, 1816
            - Rod Eurystemon Alexander, 1937
            - Rod Eichhornia Kunth, 1843
            - Rod Zosterella Small, 1913
            - Rod Pontederia L., 1753
            - Rod Hydrothrix Hook.f., 1887
            - Rod Heteranthera Ruiz & Pav., 1794
            - Rod Monochoria C.Presl
            - Rod Reussia Endl., 1836
            - Rod Scholleropsis H. Perrier, 1936

          - Porodica Smilacaceae Ventenat, 1799
            - Rod Behnia Didr.
            - Rod Eustrephus R.Br.
            - Rod Geitonoplesium A.Cunn. ex R.Br.
            - Rod Luzuriaga Ruiz & Pav.
            - Rod Elachanthera F.Muell.
            - Rod Petermannia F.Muell.
            - Rod Pseudosmilax Hayata
            - Rod Rhipogonum J.R.Forst. & G.Forst.
            - Rod Heterosmilax Kunth
            - Rod Smilax L., 1753
            - Rod Lapageria Ruiz & Pav.
            - Rod Philesia Comm. ex Juss.

          - Porodica Stemonaceae Caruel, 1878
            - Rod Croomia Torr.
            - Rod Stemona Lour.
            - Rod Stichoneuron Hook.f.

          - Porodica Taccaceae Dumort., 1829
            - Rod Tacca J.R.Forst. & G.Forst.

          - Porodica Velloziaceae Endl., 1841
            - Rod Barbacenia Vand.
            - Rod Vellozia Vand.
            - Rod Barbaceniopsis L.B.Sm.
            - Rod Xerophyta Juss.
            - Rod Nanuza L.B.Sm. & Ayensu
            - Rod Talbotia S.Moore

          - Porodica Xanthorrhoeaceae Dumort., 1829
            - Rod Dasypogon R.Br.
            - Rod Chamaexeros Benth.
            - Rod Xanthorrhoea Sm.
            - Rod Acanthocarpus Lehm.
            - Rod Baxteria R.Br. ex Hook.
            - Rod Calectasia R.Br.
            - Rod Romnalda P.F.Stevens
            - Rod Lomandra Labill.
            - Rod Kingia R.Br.

        - D2 Red Orchidales Bromhead, 1838
          - Porodica Burmanniaceae Blume, 1827
            - Rod Thismia Griff.
            - Rod Burmannia L., 1753
            - Rod Ptychomeria Benth.

          - Porodica Corsiaceae Beccari, 1878
            - Rod Corsia Becc.
            - Rod Arachnitis Phil.

          - Porodica Geosiridaceae Jonker, 1939
            - Rod Geosiris Baill.

          - Porodica Orchidaceae Juss., 1789
            - Rod Cattleya Lindl., 1821
            - Rod Apostasia Blume
            - Rod Pleurothallis R.Br., 1813
            - Rod Dendrobium Sw., 1799
            - Rod Cypripedium L., 1753
            - Rod Epidendrum L., 1759
            - Rod Bulbophyllum Thouars, 1822
            - Rod Phragmipedium Rolfe, 1896
            - Rod Selenipedium Rchb.f.
            - Rod Neuwiedia Blume
            - Rod Vanilla Mill., 1754
            - Rod Paphiopedilum Pfitzer, 1886

      - E Podrazred Zingiberidae Cronquist, 1978
        - E1 Red Bromeliales Lindl., 1833
          - Porodica Bromeliaceae Juss., 1789
            - Rod Aechmea Ruiz & Pav., 1794
            - Rod Ananas Mill., 1754
            - Rod Vriesea Lindl., 1843
            - Rod Guzmania Ruiz & Pav., 1802
            - Rod Navia Schult.f.
            - Rod Pitcairnia L'Her., 1789
            - Rod Puya Molina, 1782
            - Rod Tillandsia L., 1753

        - E2 Red Zingiberales Nakai, 1930
          - Porodica Cannaceae Juss., 1789
            - Rod Canna L., 1753

          - Porodica Costaceae Nakai, 1941
            - Rod Costus L., 1753
            - Rod Dimerocostus Kuntze
            - Rod Tapeinochilos Miq., 1869
            - Rod Monocostus K.Schum.

          - Porodica Heliconiaceae Nakai, 1941
            - Rod Heliconia L., 1771

          - Porodica Lowiaceae Ridley, 1924
            - Rod Orchidantha N.E.Br.

          - Porodica Marantaceae Petersen, 1888
            - Rod Calathea G.Mey., 1818
            - Rod Maranta L., 1753

          - Porodica Musaceae Juss., 1789
            - Rod Ensete Horan., 1862
            - Rod Musa L., 1753

          - Porodica Strelitziaceae Hutch., 1934
            - Rod Phenakospermum Endl.
            - Rod Strelitzia Aiton, 1789
            - Rod Ravenala Adans., 1763

          - Porodica Zingiberaceae Lindl., 1835
            - Rod Hedychium J.Konig, 1783
            - Rod Amomum Roxb., 1820
            - Rod Alpinia Roxb., 1810
            - Rod Elettaria Maton
            - Rod Zingiber Boehm.
            - Rod Curcuma L., 1753
            - Rod Scaphochlamys Baker

    - Razred Magnoliopsida Cronquist, Takht. & Zimmerm., 1966
      - F. Podrazred Asteridae Takht., 1966
        - F1 Red Asterales Lindl., 1833
          - Porodica Asteraceae Dumort., 1822
            - Rod Gerbera L., 1758
            - Rod Cichorium L., 1753
            - Rod Chrysanthemum L., 1753
            - Rod Arctotis L.
            - Rod Rudbeckia L., 1753
            - Rod Haplopappus Cass., 1828
            - Rod Carthamus L., 1753
            - Rod Bellis L., 1753
            - Rod Echinops L.
            - Rod Cirsium Mill., 1754
            - Rod Arctium L.
            - Rod Chrysothamnus Nutt., 1840
            - Rod Tanacetum L., 1753
            - Rod Baccharis L., 1753
            - Rod Xanthium L., 1753
            - Rod Sonchus L., 1753
            - Rod Vernonia Schreb., 1791
            - Rod Coreopsis L., 1753
            - Rod Carduus L., 1753
            - Rod Erigeron L., 1753
            - Rod Espeletia Mutis ex Humb. & Bonpl.
            - Rod Calendula L., 1753
            - Rod Cousinia Cass.
            - Rod Ageratum L., 1753
            - Rod Cosmos Cav., 1791
            - Rod Callistephus Cass.
            - Rod Centaurea L., 1753
            - Rod Eupatorium L., 1753
            - Rod Crepis L., 1753
            - Rod Anthemis L., 1753
            - Rod Dahlia Cav., 1791
            - Rod Ambrosia L., 1753
            - Rod Aster L., 1753
            - Rod Viguiera Kunth, 1820
            - Rod Senecio L., 1753
            - Rod Artemisia L., 1753
            - Rod Bidens L., 1753
            - Rod Verbesina L., 1753
            - Rod Saussurea DC.
            - Rod Psilocarphus Nutt., 1840
            - Rod Tagetes L., 1753
            - Rod Hieracium L., 1753
            - Rod Liabum Adans., 1763
            - Rod Lactuca L., 1753
            - Rod Munnozia Ruiz & Pav.
            - Rod Helichrysum Mill., 1754
            - Rod Helianthus L., 1753
            - Rod Taraxacum F.H. Wigg., 1780
            - Rod Mikania Willd., 1803
            - Rod Stevia Cav., 1797
            - Rod Solidago L., 1753

        - F2 Red Callitrichales Lindl., 1833
          - Porodica Callitrichaceae Link, 1821
            - Rod Callitriche L.

          - Porodica Hippuridaceae Link, 1821
            - Rod Hippuris L.

          - Porodica Hydrostachyaceae Engl., 1898
            - Rod Hydrostachys Thouars

        - F3 Red Calycerales Takht., 1966
          - Porodica Calyceraceae L. C. Richard, 1820
            - Rod Calycera Cav.
            - Rod Boopis Juss., 1803

        - F4 Red Campanulales Lindl., 1833
          - Porodica Brunoniaceae Dumort., 1829
            - Rod Brunonia Sm.

          - Porodica Campanulaceae Juss., 1789
            - Rod Campanula L.
            - Rod Centropogon C.Presl
            - Rod Canarina L.
            - Rod Cyananthus Griff.
            - Rod Cephalostigma A.DC.
            - Rod Siphocampylus Pohl
            - Rod Platycodon A.DC.
            - Rod Ostrowskia Regel
            - Rod Lobelia L., 1753

          - Porodica Donatiaceae Takht. ex Dostál, 1957
            - Rod Donatia J.R.Forst. & G.Forst.

          - Porodica Goodeniaceae R. Br., 1810
            - Rod Velleia Sm.
            - Rod Goodenia Sm.
            - Rod Scaevola L.

          - Porodica Pentaphragmataceae J. G. Agardh, 1858
            - Rod Pentaphragma Wall. ex G.Don

          - Porodica Sphenocleaceae DC., 1839
            - Rod Sphenoclea Gaertn.

          - Porodica Stylidiaceae R. Br., 1810
            - Rod Stylidium Sw. ex Willd.

        - F5 Red Dipsacales Lindl., 1833
          - Porodica Adoxaceae R. E. Trautvetter, 1853
            - Rod Adoxa L.

          - Porodica Caprifoliaceae Juss., 1789
            - Rod Carlemannia Benth.
            - Rod Abelia R.Br.
            - Rod Weigela Thunb.
            - Rod Viburnum L.
            - Rod Sambucus L.
            - Rod Lonicera L.
            - Rod Silvianthus Hook.f.
            - Rod Linnaea L.
            - Rod Symphoricarpos Duhamel

          - Porodica Dipsacaceae Juss., 1789
            - Rod Dipsacus L.
            - Rod Morina L.
            - Rod Cephalaria Schrad. ex Roem. & Schult.
            - Rod Knautia L.
            - Rod Scabiosa L.
            - Rod Succisa Haller

          - Porodica Valerianaceae Batsch, 1802
            - Rod Nardostachys DC.
            - Rod Triplostegia Wall. ex DC.
            - Rod Valeriana L.
            - Rod Valerianella Mill.
            - Rod Patrinia Juss.
            - Rod Plectritis (Lindl.) DC.

        - F6 Red Gentianales Lindl., 1833
          - Porodica Apocynaceae Juss., 1789
            - Rod Vinca L.
            - Rod Allamanda L.
            - Rod Aspidosperma Mart. & Zucc.
            - Rod Mandevilla Lindl.
            - Rod Tabernaemontana L.
            - Rod Nerium L.
            - Rod Parsonsia R.Br.
            - Rod Pachypodium Lindl.
            - Rod Rauvolfia L.
            - Rod Strophanthus DC.

          - Porodica Asclepiadaceae R. Br., 1810
            - Rod Ceropegia L.
            - Rod Hoya R.Br.
            - Rod Asclepias L.
            - Rod Cryptostegia R.Br.
            - Rod Gonolobus Michx.
            - Rod Stapelia L.
            - Rod Secamone R.Br.

          - Porodica Gentianaceae Juss., 1789
            - Rod Gentiana L.
            - Rod Voyriella Miq.
            - Rod Voyria Aubl.
            - Rod Swertia L.
            - Rod Exacum L.
            - Rod Bartonia Pursh ex Sims
            - Rod Lomatogonium A.Braun
            - Rod Leiphaimos Cham. & Schltdl.

          - Porodica Loganiaceae Martius, 1827
            - Rod Gelsemium Juss.
            - Rod Desfontainia Ruiz & Pav.
            - Rod Fagraea Thunb.
            - Rod Mitrasacme Labill.
            - Rod Strychnos L.
            - Rod Usteria Dennst., 1818

          - Porodica Retziaceae Bartling, 1830
            - Rod Retzia Thunb.

          - Porodica Saccifoliaceae Maguire & Pires, 1978
            - Rod Saccifolium Maguire & Pires

        - F7 Red Lamiales Bromhead, 1838
          - Porodica Boraginaceae Juss., 1789
            - Rod Wellstedia Balf.f.
            - Rod Cordia L., 1753
            - Rod Ehretia P.Browne, 1756
            - Rod Echium L., 1753
            - Rod Amsinckia Lehm., 1831
            - Rod Cynoglossum L., 1753
            - Rod Heliotropium L., 1753
            - Rod Cryptantha Lehm. ex G.Don, 1837
            - Rod Tournefortia L., 1753
            - Rod Zoelleria Warb., 1892
            - Rod Onosma L.
            - Rod Lithospermum L., 1753
            - Rod Myosotis L., 1753

          - Porodica Lamiaceae Lindl., 1836
            - Rod Scutellaria L.
            - Rod Aeollanthus Mart. ex Spreng., 1825
            - Rod Stachys L.
            - Rod Teucrium L.
            - Rod Thymus L.
            - Rod Icomum Hua
            - Rod Monarda L.
            - Rod Lavandula L.
            - Rod Coleus Lour.
            - Rod Hyptis Jacq.
            - Rod Hoslundia Vahl
            - Rod Mentha L.
            - Rod Tetrachondra Petrie ex Oliv.
            - Rod Plectranthus L'Her.
            - Rod Tinnea Kotschy & Peyr.
            - Rod Prasium L.
            - Rod Nepeta L.
            - Rod Marrubium L.
            - Rod Salvia L.

          - Porodica Lennoaceae Solms-Lauback, 1870
            - Rod Ammobroma Torr.
            - Rod Lennoa Lex.
            - Rod Pholisma Nutt. ex Hook.

          - Porodica Verbenaceae Jaume St.-Hilaire, 1805
            - Rod Clerodendrum L.
            - Rod Duranta L.
            - Rod Avicennia L.
            - Rod Vitex L.
            - Rod Verbena L.
            - Rod Cyanostegia Turcz.
            - Rod Lippia L.
            - Rod Premna L.
            - Rod Tectona L.f.
            - Rod Geunsia Blume
            - Rod Phryma L.
            - Rod Lantana L.
            - Rod Pseudocarpidium Millsp.

        - F8 Red Plantaginales Lindl., 1833
          - Porodica Plantaginaceae Juss., 1789
            - Rod Bougueria Decne.
            - Rod Littorella Bergius
            - Rod Plantago L.

        - F9 Red Rubiales Benth. & Hook., 1873
          - Porodica Rubiaceae Juss., 1789
            - Rod Didymochlamys Hook.f.
            - Rod Gardenia Ellis
            - Rod Galium L.
            - Rod Cinchona L.
            - Rod Coffea L.
            - Rod Gleasonia Standl.
            - Rod Psychotria L.
            - Rod Mussaenda L.
            - Rod Gaertnera Schreb.
            - Rod Rubia L.
            - Rod Rondeletia L.
            - Rod Henriquezia Spruce ex Benth.
            - Rod Pagamea Aubl.
            - Rod Platycarpum Bonpl.
            - Rod Houstonia L.
            - Rod Pentagonia Fabr.

          - Porodica Theligonaceae Dumort., 1829
            - Rod Theligonum L.

        - F10 Red Scrophulariales Lindl., 1833
          - Porodica Acanthaceae Juss., 1789
            - Rod Justicia L.
            - Rod Dicliptera Juss.
            - Rod Strobilanthes Blume
            - Rod Ruellia L.
            - Rod Acanthus L.
            - Rod Aphelandra R.Br.
            - Rod Barleria L.
            - Rod Pentstemonacanthus Nees, 1847
            - Rod Thunbergia Retz.

          - Porodica Bignoniaceae Juss., 1789
            - Rod Argylia D.Don
            - Rod Campsis Lour.
            - Rod Incarvillea Juss.
            - Rod Bignonia L.
            - Rod Crescentia L.
            - Rod Jacaranda Juss.
            - Rod Catalpa Scop.
            - Rod Oroxylum Vent.
            - Rod Tourrettia Foug.
            - Rod Spathodea P.Beauv.
            - Rod Tabebuia Gomes ex DC.
            - Rod Lundia DC.

          - Porodica Buddlejaceae Wilhelm, 1910
            - Rod Buddleja L.
            - Rod Nicodemia Ten.
            - Rod Polypremum L.
            - Rod Sanango Bunting & Duke
            - Rod Adenoplea Radlk.
            - Rod Adenoplusia Radlk.
            - Rod Nuxia Comm. ex Lam.
            - Rod Peltanthera Benth.

          - Porodica Gesneriaceae Dumort., 1822
            - Rod Cyrtandra J.R.Forst. & G.Forst.
            - Rod Aeschynanthus Jack
            - Rod Columnea L.
            - Rod Monophyllaea R.Br.
            - Rod Ramonda Rich.
            - Rod Saintpaulia H.Wendl.
            - Rod Streptocarpus Lindl.
            - Rod Sinningia Nees

          - Porodica Globulariaceae DC., 1805
            - Rod Cockburnia Balf.f.
            - Rod Hebenstretia L.
            - Rod Walafrida E.Mey.
            - Rod Globularia L.
            - Rod Globulariopsis Compton
            - Rod Selago Schur

          - Porodica Lentibulariaceae Rich., 1808
            - Rod Genlisea A.St.-Hil.
            - Rod Utricularia L.
            - Rod Pinguicula L.
            - Rod Biovularia Kamienski
            - Rod Polypompholyx Lehm.

          - Porodica Mendonciaceae Bremekamp, 1953
            - Rod Mendoncia Vell. ex Vand.

          - Porodica Myoporaceae R. Br., 1810
            - Rod Bontia L.
            - Rod Pholidia R.Br.
            - Rod Oftia Adans.
            - Rod Myoporum Banks & Sol. ex G.Forst.

          - Porodica Oleaceae Hoffmanns. & Link, 1809
            - Rod Fraxinus L.
            - Rod Forsythia Vahl
            - Rod Forestiera Poir.
            - Rod Jasminum L.
            - Rod Chionanthus L.
            - Rod Hesperelaea A.Gray
            - Rod Noronhia Stadman ex Thouars
            - Rod Syringa L.
            - Rod Olea L.
            - Rod Ligustrum L.
            - Rod Tessarandra Miers

          - Porodica Orobanchaceae Vent., 1799
            - Rod Orobanche L.

          - Porodica Pedaliaceae R. Br., 1810
            - Rod Martynia L.
            - Rod Josephinia Vent.
            - Rod Sesamum L.
            - Rod Proboscidea Schmidel
            - Rod Trapella Oliv.

          - Porodica Scrophulariaceae Juss., 1789
            - Rod Digitalis L.
            - Rod Glumicalyx Hiern
            - Rod Calceolaria L.
            - Rod Antirrhinum L.
            - Rod Halleria L.
            - Rod Euphrasia L.
            - Rod Verbascum L.
            - Rod Veronica L.
            - Rod Besseya Rydb.
            - Rod Harveya Hook.
            - Rod Castilleja Mutis ex L.f.
            - Rod Bowkeria Harv.
            - Rod Paulownia Siebold & Zucc.
            - Rod Scrophularia L.
            - Rod Mimulus L.
            - Rod Lathraea L.
            - Rod Linaria Mill.
            - Rod Penstemon Schmidel
            - Rod Pedicularis L.
            - Rod Lagotis Gaertn.

        - F11 Red Solanales Lindl., 1833
          - Porodica Convolvulaceae Juss., 1789
            - Rod Hildebrandtia Vatke
            - Rod Dichondra J.R.Forst. & G.Forst.
            - Rod Convolvulus L.
            - Rod Falkia L.f.
            - Rod Ipomoea L.
            - Rod Humbertia Comm. ex Lam.

          - Porodica Cuscutaceae Dumort., 1829
            - Rod Cuscuta L.

          - Porodica Duckeodendraceae Kuhlmann, 1947
            - Rod Duckeodendron Kuhlm.

          - Porodica Hydrophyllaceae R. Br., 1817
            - Rod Wigandia Kunth
            - Rod Codon Royen ex L.
            - Rod Nama L.
            - Rod Eriodictyon Benth.
            - Rod Romanzoffia Cham.
            - Rod Nemophila Nutt.
            - Rod Phacelia Juss.

          - Porodica Menyanthaceae Dumort., 1829
            - Rod Nephrophyllidium Gilg
            - Rod Villarsia Vent.
            - Rod Menyanthes L.
            - Rod Nymphoides Seg.
            - Rod Liparophyllum Hook.f.

          - Porodica Nolanaceae Dumort., 1829
            - Rod Nolana L.f.
            - Rod Alona Lindl.

          - Porodica Polemoniaceae Juss., 1789
            - Rod Gilia Ruiz & Pav.
            - Rod Cantua Juss. ex Lam.
            - Rod Cobaea Cav.
            - Rod Gymnosteris Greene
            - Rod Linanthus Benth.
            - Rod Leptodactylon Hook. & Arn.
            - Rod Phlox L.
            - Rod Linanthastrum Ewan

          - Porodica Solanaceae Juss., 1789
            - Rod Duboisia H.Karst.
            - Rod Solanum L.
            - Rod Browallia L.
            - Rod Datura L.
            - Rod Atropa L.
            - Rod Anthocercis Labill.
            - Rod Anthotroche Endl.
            - Rod Nicotiana L.
            - Rod Hyoscyamus L.
            - Rod Schizanthus Ruiz & Pav.
            - Rod Physalis L.
            - Rod Nicandra Adans.
            - Rod Salpiglossis Ruiz & Pav.
            - Rod Lycium L.
            - Rod Petunia Juss.
            - Rod Henoonia Griseb.
            - Rod Lycopersicon Mill.
            - Rod Capsicum L.
            - Rod Mandragora L.

      - G Podrazred Caryophyllidae Takht., 1966
        - G1 Red Caryophyllales Benth. & Hook., 1862
          - Porodica Achatocarpaceae Heimerl, 1934
            - Rod Achatocarpus Triana
            - Rod Phaulothamnus A.Gray

          - Porodica Aizoaceae Rudolphi, 1830
            - Rod Conophytum N.E.Br.
            - Rod Eberlanzia Schwantes
            - Rod Trianthema L.
            - Rod Mesembryanthemum L.
            - Rod Tetragonia L.
            - Rod Lithops N.E.Br.
            - Rod Lampranthus N.E.Br.

          - Porodica Amaranthaceae Juss., 1789
            - Rod Gomphrena L.
            - Rod Froelichia Vahl
            - Rod Iresine P.Browne
            - Rod Alternanthera Forssk.
            - Rod Amaranthus L.
            - Rod Celosia L.
            - Rod Ptilotus R.Br.

          - Porodica Basellaceae Moquin-Tandon, 1840
            - Rod Anredera Juss.
            - Rod Basella L.
            - Rod Ullucus Caldas
            - Rod Tournonia Moq.

          - Porodica Cactaceae Juss., 1789
            - Rod Coryphantha (Engelm.) Lem., 1868
            - Rod Mammillaria Haw., 1812
            - Rod Rhipsalis Gaertn., 1788
            - Rod Pereskia (Plum.) Mill., 1754
            - Rod Leuchtenbergia Hook., 1848
            - Rod Schlumbergera E.Morren
            - Rod Pereskiopsis Britton & Rose, 1907

          - Porodica Caryophyllaceae Juss., 1789
            - Rod Corrigiola L.
            - Rod Dianthus L.
            - Rod Gypsophila L.
            - Rod Arenaria L.
            - Rod Cerastium L.
            - Rod Saponaria L.
            - Rod Scleranthus L.
            - Rod Stellaria L.
            - Rod Silene L.

          - Porodica Chenopodiaceae Ventenat, 1799
            - Rod Salsola L.
            - Rod Halogeton C.A.Mey.
            - Rod Chenopodium L.
            - Rod Atriplex L.
            - Rod Dysphania R.Br.
            - Rod Suaeda Forssk. ex Scop.
            - Rod Haloxylon Bunge
            - Rod Allenrolfea Kuntze
            - Rod Beta L.
            - Rod Halophytum Speg.
            - Rod Obione Gaertn.
            - Rod Salicornia L.
            - Rod Eurotia Adans.
            - Rod Blitum L., 1753
            - Rod Microtea Sw.
            - Rod Lophiocarpus Turcz.
            - Rod Sarcobatus Nees
            - Rod Spinacia L.

          - Porodica Didiereaceae Drake del Castillo, 1903
            - Rod Decarya Choux, 1929
            - Rod Alluaudia (Drake) Drake
            - Rod Didierea Baill.
            - Rod Alluaudiopsis Humbert & Choux

          - Porodica Molluginaceae Hutch., 1926
            - Rod Coelanthum E.Mey. ex Fenzl
            - Rod Corbichonia Scop.
            - Rod Adenogramma Link ex Engl.
            - Rod Glinus L.
            - Rod Pharnaceum L.
            - Rod Orygia Forssk.
            - Rod Polpoda C.Presl
            - Rod Mollugo L.
            - Rod Limeum L.

          - Porodica Nyctaginaceae Juss., 1789
            - Rod Bougainvillea Comm. ex Juss.
            - Rod Mirabilis L.

          - Porodica Phytolaccaceae R. Br., 1818
            - Rod Barbeuia Thouars
            - Rod Gisekia L.
            - Rod Stegnosperma Benth.
            - Rod Phytolacca L.

          - Porodica Portulacaceae Juss., 1789
            - Rod Calandrinia Kunth
            - Rod Hectorella Hook.f.
            - Rod Anacampseros Mill.
            - Rod Claytonia L.
            - Rod Lyallia Hook.f.
            - Rod Portulaca L.
            - Rod Montia L.
            - Rod Talinum Adans.
            - Rod Lewisia Pursh

        - G2 Red Plumbaginales Lindl., 1833
          - Porodica Plumbaginaceae Juss., 1789
            - Rod Acantholimon Boiss.
            - Rod Armeria Willd.
            - Rod Ceratostigma Bunge
            - Rod Limonium Mill.
            - Rod Plumbago L.

        - G3 Red Polygonales Lindl., 1833
          - Porodica Polygonaceae Juss., 1789
            - Rod Eriogonum Michx.
            - Rod Fagopyrum Mill.
            - Rod Polygonum L.
            - Rod Coccoloba P.Browne
            - Rod Rumex L.

      - H Podrazred Dilleniidae Takht., 1966
        - H1 Red Batales Skottsberg, 1940
          - Porodica Bataceae Martius ex Meissner, 1842
            - Rod Batis P.Browne

          - Porodica Gyrostemonaceae Endl., 1841
            - Rod Codonocarpus A.Cunn. ex Endl.
            - Rod Cypselocarpus F.Muell.
            - Rod Gyrostemon Desf.
            - Rod Tersonia Moq.
            - Rod Didymotheca Hook.f.

        - H2 Red Capparales Hutch., 1926
          - Porodica Brassicaceae Burnett, 1835
            - Rod Arabis L.
            - Rod Lepidium L.
            - Rod Alyssum L.
            - Rod Draba L.
            - Rod Cardamine L.
            - Rod Armoracia P.Gaertn., B.Mey. & Scherb.
            - Rod Brassica L.
            - Rod Capsella Medik.
            - Rod Lunaria Hill
            - Rod Hesperis L.
            - Rod Nasturtium R.Br.
            - Rod Lobularia Desv.
            - Rod Dentaria L.
            - Rod Lesquerella S.Watson
            - Rod Subularia L.
            - Rod Raphanus L.
            - Rod Cheiranthus L.
            - Rod Iberis L.
            - Rod Heliophila Burm.f. ex L.
            - Rod Megacarpaea DC.
            - Rod Stanleya Nutt.

          - Porodica Capparaceae Juss., 1789
            - Rod Capparis L.
            - Rod Cleome L.
            - Rod Koeberlinia Zucc.

          - Porodica Moringaceae Dumort., 1829
            - Rod Moringa Adans.

          - Porodica Resedaceae S. F. Gray, 1821
            - Rod Caylusea A.St.-Hil.
            - Rod Sesamoides Ortega
            - Rod Reseda L.

          - Porodica Tovariaceae Pax, 1891
            - Rod Tovaria Ruiz & Pav.

        - H3 Red Diapensiales Engler & Gilg, 1924
          - Porodica Diapensiaceae Lindl., 1836
            - Rod Diapensia L.
            - Rod Galax Sims
            - Rod Shortia Torr. & A.Gray
            - Rod Pyxidanthera Michx.

        - H4 Red Dilleniales Hutch., 1926
          - Porodica Dilleniaceae Salisbury, 1807
            - Rod Dillenia L.
            - Rod Acrotrema Jack
            - Rod Hibbertia Andrews

          - Porodica Paeoniaceae Rudolphi, 1830
            - Rod Paeonia L.

        - H5 Red Ebenales Engler, 1892
          - Porodica Ebenaceae Gürke, 1891
            - Rod Diospyros L.
            - Rod Euclea L.
            - Rod Royena L.
            - Rod Tetraclis Hiern
            - Rod Rhaphidanthe Hiern ex Gurke

          - Porodica Lissocarpaceae Gilg, 1924
            - Rod Lissocarpa Benth.

          - Porodica Sapotaceae Juss., 1789
            - Rod Ecclinusa Mart.
            - Rod Sideroxylon L.
            - Rod Chrysophyllum L.
            - Rod Diploon Cronquist
            - Rod Sarcosperma Hook.f.
            - Rod Manilkara Adans.
            - Rod Pouteria Aubl.
            - Rod Mimusops L.
            - Rod Planchonella Tiegh.
            - Rod Madhuca Ham. ex J.F.Gmel.
            - Rod Dipholis A.DC.
            - Rod Palaquium Blanco

          - Porodica Styracaceae Dumort., 1829
            - Rod Halesia P.Browne
            - Rod Bruinsmia Boerl. & Koord.
            - Rod Parastyrax W.W.Sm.
            - Rod Styrax L.
            - Rod Pamphilia Mart. ex A.DC.

          - Porodica Symplocaceae Desfontaines, 1820
            - Rod Symplocos Jacq.

        - H6 Red Ericales Lindl., 1833
          - Porodica Clethraceae Klotzsch, 1851
            - Rod Clethra L.

          - Porodica Cyrillaceae Endl., 1841
            - Rod Cliftonia Banks ex C.F.Gaertn.
            - Rod Cyrilla Garden ex L.
            - Rod Purdiaea Planch.

          - Porodica Empetraceae S. F. Gray, 1821
            - Rod Empetrum L.
            - Rod Corema D. Don
            - Rod Ceratiola Michx.

          - Porodica Epacridaceae R. Br., 1810
            - Rod Dracophyllum Labill.
            - Rod Epacris Cav.
            - Rod Wittsteinia F.Muell.
            - Rod Styphelia Sm.
            - Rod Leucopogon R.Br.
            - Rod Sprengelia Sm.
            - Rod Richea R.Br.
            - Rod Prionotes R.Br.

          - Porodica Ericaceae Juss., 1789
            - Rod Pieris D.Don
            - Rod Erica L.
            - Rod Epigaea L.
            - Rod Enkianthus Lour.
            - Rod Vaccinium L.
            - Rod Chamaedaphne Moench
            - Rod Calluna Salisb.
            - Rod Gaultheria Kalm ex L.
            - Rod Arbutus L.
            - Rod Arctostaphylos Adans.
            - Rod Rhododendron L.
            - Rod Cavendishia Lindl.
            - Rod Leucothoe D.Don
            - Rod Ledum L.
            - Rod Kalmia L.
            - Rod Scyphogyne Decne.
            - Rod Oxydendrum DC.

          - Porodica Grubbiaceae Endl., 1839
            - Rod Grubbia Bergius

          - Porodica Monotropaceae Nuttall, 1818
            - Rod Allotropa Torr. & A.Gray
            - Rod Sarcodes Torr.
            - Rod Monotropa L.

          - Porodica Pyrolaceae Dumort., 1829
            - Rod Chimaphila Pursh
            - Rod Pyrola L.
            - Rod Moneses Salisb. ex Gray
            - Rod Orthilia Raf.

        - H7 Red Lecythidales Cronquist, 1957
          - Porodica Lecythidaceae Poiteau, 1825
            - Rod Asteranthos Desf.
            - Rod Barringtonia J.R.Forst. & G.Forst.
            - Rod Gustavia L.
            - Rod Eschweilera Mart. ex DC.
            - Rod Couroupita Aubl.
            - Rod Bertholletia Bonpl.
            - Rod Napoleonaea P.Beauv.
            - Rod Lecythis Loefl.

        - H8 Red Malvales Lindl., 1833
          - Porodica Bombacaceae Kunth, 1822
            - Rod Ceiba Mill.
            - Rod Adansonia L.
            - Rod Bombax L.
            - Rod Durio Adans.
            - Rod Ochroma Sw.

          - Porodica Elaeocarpaceae DC., 1824
            - Rod Elaeocarpus L.
            - Rod Sloanea L.

          - Porodica Malvaceae Juss., 1789
            - Rod Alcea L.
            - Rod Gossypium L.
            - Rod Abelmoschus Medik.
            - Rod Abutilon Mill.
            - Rod Althaea L.
            - Rod Hibiscus L.
            - Rod Sida L.
            - Rod Pavonia Cav.
            - Rod Malva L.

          - Porodica Sterculiaceae Bartling, 1830
            - Rod Dombeya Cav.
            - Rod Cola Schott & Endl.
            - Rod Fremontia Torr.
            - Rod Sterculia L.
            - Rod Theobroma L.

          - Porodica Tiliaceae Juss., 1789
            - Rod Goethalsia Pittier
            - Rod Corchorus L.
            - Rod Brownlowia Roxb.
            - Rod Grewia L.
            - Rod Neotessmannia Burret
            - Rod Tilia L.
            - Rod Triumfetta L.
            - Rod Mollia J.F.Gmel.

        - H9 Red Nepenthales Lindl., 1833
          - Porodica Droseraceae Salisbury, 1808
            - Rod Drosophyllum Link
            - Rod Aldrovanda L.
            - Rod Drosera L.
            - Rod Dionaea Ellis

          - Porodica Nepenthaceae Dumort., 1829
            - Rod Nepenthes L.

          - Porodica Sarraceniaceae Dumort., 1829
            - Rod Darlingtonia Torr.
            - Rod Heliamphora Benth.
            - Rod Sarracenia L.

        - H10 Red Primulales Lindl., 1833
          - Porodica Myrsinaceae R. Br., 1810
            - Rod Ardisia Sw.
            - Rod Embelia Burm.f.
            - Rod Aegiceras Gaertn.
            - Rod Myrsine L.
            - Rod Rapanea Aubl.
            - Rod Maesa Forssk.

          - Porodica Primulaceae Ventenat, 1799
            - Rod Coris L.
            - Rod Androsace L.
            - Rod Dodecatheon L.
            - Rod Cyclamen L.
            - Rod Glaux L.
            - Rod Hottonia L.
            - Rod Samolus L.
            - Rod Primula L.
            - Rod Pelletiera A.St.-Hil.
            - Rod Lysimachia L.

          - Porodica Theophrastaceae Link, 1829
            - Rod Clavija Ruiz & Pav.
            - Rod Deherainia Decne.
            - Rod Jacquinia L.
            - Rod Theophrasta L.

        - H11 Red Salicales Lindl., 1833
          - Porodica Salicaceae Mirbel, 1815
            - Rod Salix L.
            - Rod Populus L.

        - H12 Red Theales Lindl., 1833
          - Porodica Actinidiaceae Hutch., 1926
            - Rod Actinidia Lindl.
            - Rod Clematoclethra (Franch.) Maxim.
            - Rod Saurauia Willd.

          - Porodica Caryocaraceae Voigt, 1845
            - Rod Anthodiscus G.Mey.
            - Rod Caryocar L.

          - Porodica Clusiaceae Lindl., 1826
            - Rod Mammea L.
            - Rod Garcinia L.
            - Rod Clusia L.
            - Rod Hypericum L.

          - Porodica Dipterocarpaceae Blume, 1825
            - Rod Dipterocarpus C.F.Gaertn.
            - Rod Shorea Roxb. ex C.F.Gaertn.

          - Porodica Elatinaceae Dumort., 1829
            - Rod Bergia L.
            - Rod Elatine L.

          - Porodica Marcgraviaceae Choisy, 1824
            - Rod Caracasia Szyszyl.
            - Rod Ruyschia Jacq.
            - Rod Norantea Aubl.
            - Rod Marcgravia L.
            - Rod Souroubea Aubl.

          - Porodica Medusagynaceae Engl. & Gilg, 1924
            - Rod Medusagyne Baker

          - Porodica Ochnaceae DC., 1811
            - Rod Ouratea Aubl.
            - Rod Ochna L.
            - Rod Strasburgeria Baill.
            - Rod Lophira Banks ex C.F.Gaertn.
            - Rod Rhytidanthera (Planch.) Tiegh.

          - Porodica Oncothecaceae Airy Shaw, 1965
            - Rod Oncotheca Baill.

          - Porodica Paracryphiaceae Airy Shaw, 1965
            - Rod Paracryphia Baker f.

          - Porodica Pellicieraceae Beauvisage, 1920
            - Rod Pelliciera Planch. & Triana ex Benth.

          - Porodica Pentaphylacaceae Engl. & Prantl, 1897
            - Rod Pentaphylax Gardner & Champ.

          - Porodica Quiinaceae Choisy ex Engl., 1888
            - Rod Froesia Pires
            - Rod Quiina Aubl.
            - Rod Touroulia Aubl.
            - Rod Lacunaria Ducke

          - Porodica Sarcolaenaceae Caruel, 1881
            - Rod Leptolaena Thouars
            - Rod Sarcolaena Thouars

          - Porodica Scytopetalaceae Engl., 1897
            - Rod Scytopetalum Pierre ex Engl.

          - Porodica Sphaerosepalaceae Van Tieghem, 1900
            - Rod Dialyceras Capuron
            - Rod Rhopalocarpus Teijsm. & Binn. ex Miq.

          - Porodica Tetrameristaceae Hutch., 1959
            - Rod Tetramerista Miq.
            - Rod Pentamerista Maguire

          - Porodica Theaceae D. Don, 1825
            - Rod Anneslea Wall.
            - Rod Franklinia W.Bartram ex Marshall
            - Rod Eurya Thunb.
            - Rod Camellia L.
            - Rod Visnea L.f.
            - Rod Asteropeia Thouars
            - Rod Laplacea Kunth
            - Rod Kielmeyera Mart.
            - Rod Ternstroemia Mutis ex L.f.
            - Rod Piquetia N.E.Br.
            - Rod Neotatea Maguire
            - Rod Ploiarium Korth.

        - H13 Red Violales Lindl., 1833
          - Porodica Achariaceae Harms, 1897
            - Rod Ceratiosicyos Nees
            - Rod Guthriea Bolus
            - Rod Acharia Thunb.

          - Porodica Ancistrocladaceae Walpers, 1851
            - Rod Ancistrocladus Wall.

          - Porodica Begoniaceae C. A. Agardh, 1825
            - Rod Begoniella Oliv.
            - Rod Begonia L.

          - Porodica Bixaceae Link, 1831
            - Rod Amoreuxia Moc. & Sesse ex DC.
            - Rod Bixa L.
            - Rod Cochlospermum Kunth

          - Porodica Caricaceae Dumort., 1829
            - Rod Carica L.
            - Rod Jacaratia A.DC.
            - Rod Jarilla I.M.Johnst.
            - Rod Cylicomorpha Urb.

          - Porodica Cistaceae Juss., 1789
            - Rod Cistus L.
            - Rod Fumana (Dunal) Spach
            - Rod Helianthemum Mill.
            - Rod Lechea L.

          - Porodica Cucurbitaceae Juss., 1789
            - Rod Cucurbita L., 1753
            - Rod Cyclanthera Schrad., 1831
            - Rod Cucumis L., 1753
            - Rod Citrullus Schrad. ex Eckl. & Zeyh., 1836
            - Rod Echinocystis Torr. & A.Gray, 1840
            - Rod Telfairia Hook.
            - Rod Lagenaria Ser., 1825
            - Rod Luffa Mill., 1754

          - Porodica Datiscaceae Lindl., 1830
            - Rod Datisca L.
            - Rod Tetrameles R.Br.
            - Rod Octomeles Miq.

          - Porodica Dioncophyllaceae Airy Shaw, 1952
            - Rod Habropetalum Airy Shaw
            - Rod Dioncophyllum Baill.
            - Rod Triphyophyllum Airy Shaw

          - Porodica Flacourtiaceae DC., 1824
            - Rod Xylosma G.Forst.
            - Rod Casearia Jacq.
            - Rod Homalium Jacq.
            - Rod Hasseltia Kunth
            - Rod Azara Ruiz & Pav.
            - Rod Aphloia (DC.) Benn.
            - Rod Idesia Scop.
            - Rod Macrohasseltia L.O.Williams
            - Rod Pleuranthodendron L.O.Williams
            - Rod Muntingia L.
            - Rod Hydnocarpus Gaertn.
            - Rod Trichostephanus Gilg
            - Rod Kiggelaria L.
            - Rod Prockia P.Browne ex L.
            - Rod Soyauxia Oliv.

          - Porodica Fouquieriaceae DC., 1828
            - Rod Fouquieria Kunth

          - Porodica Frankeniaceae S. F. Gray, 1821
            - Rod Anthobryum Phil.
            - Rod Frankenia L.
            - Rod Hypericopsis Boiss.

          - Porodica Hoplestigmataceae Gilg, 1924
            - Rod Hoplestigma Pierre

          - Porodica Huaceae Chevalier, 1947
            - Rod Afrostyrax Perkins & Gilg
            - Rod Hua Pierre ex De Wild.

          - Porodica Lacistemataceae Martius, 1826
            - Rod Lacistema Sw.
            - Rod Lozania S.Mutis ex Caldas

          - Porodica Loasaceae Dumort., 1822
            - Rod Caiophora C.Presl
            - Rod Mentzelia L.
            - Rod Loasa Adans.
            - Rod Fissenia Endl.

          - Porodica Malesherbiaceae D. Don, 1827
            - Rod Malesherbia Ruiz & Pav.

          - Porodica Passifloraceae Juss. ex Kunth, 1817
            - Rod Adenia Forssk.
            - Rod Androsiphonia Stapf
            - Rod Barteria Hook.f.
            - Rod Deidamia Noronha ex Thouars
            - Rod Crossostemma Planch. ex Benth.
            - Rod Paropsia Noronha ex Thouars
            - Rod Passiflora L.

          - Porodica Peridiscaceae Kuhlmann, 1950
            - Rod Whittonia Sandwith
            - Rod Peridiscus Benth.

          - Porodica Scyphostegiaceae Hutch., 1926
            - Rod Scyphostegia Stapf

          - Porodica Stachyuraceae J. G. Agardh, 1858
            - Rod Stachyurus Siebold & Zucc.

          - Porodica Tamaricaceae Link, 1821
            - Rod Myricaria Desv.
            - Rod Tamarix L.
            - Rod Reaumuria L.

          - Porodica Turneraceae DC., 1828
            - Rod Erblichia Seem.
            - Rod Turnera L.
            - Rod Piriqueta Aubl.

          - Porodica Violaceae Batsch, 1802
            - Rod Viola L.
            - Rod Hybanthus Jacq.
            - Rod Rinorea Aubl.
            - Rod Leonia Ruiz & Pav.

      - I Podrazred Hamamelidae Takht., 1966
        - I1 Red Casuarinales Lindl., 1833
          - Porodica Casuarinaceae R. Br., 1814
            - Rod Casuarina L.

        - I2 Red Daphniphyllales Pulle, 1952
          - Porodica Daphniphyllaceae Müll. Arg., 1869
            - Rod Daphniphyllum Blume

        - I3 Red Didymelales Takht., 1966
          - Porodica Didymelaceae Leandri, 1937
            - Rod Didymeles Thouars

        - I4 Red Eucommiales F. Nemejc, 1956
          - Porodica Eucommiaceae Engl., 1909
            - Rod Eucommia Oliv.

        - I5 Red Fagales Engler, 1892
          - Porodica Balanopaceae Benth., 1880
            - Rod Balanops Baill.

          - Porodica Betulaceae S. F. Gray, 1821
            - Rod Corylus L.
            - Rod Alnus Mill.
            - Rod Betula L.
            - Rod Carpinus L.
            - Rod Ostryopsis Decne.
            - Rod Ostrya Scop

          - Porodica Fagaceae Dumort., 1829
            - Rod Castanea Mill.
            - Rod Fagus L.
            - Rod Nothofagus Blume
            - Rod Trigonobalanus Forman
            - Rod Quercus L., 1753

        - I6 Red Hamamelidales Wettstein, 1907
          - Porodica Cercidiphyllaceae Engl., 1909
            - Rod Cercidiphyllum Siebold & Zucc.

          - Porodica Eupteleaceae Wilhelm, 1910
            - Rod Euptelea Siebold & Zucc.

          - Porodica Hamamelidaceae R. Br., 1818
            - Rod Distyliopsis P.K.Endress
            - Rod Disanthus Maxim.
            - Rod Distylium Siebold & Zucc.
            - Rod Corylopsis Siebold & Zucc.
            - Rod Exbucklandia R.W.Br.
            - Rod Altingia Noronha
            - Rod Fothergilla L.
            - Rod Hamamelis L.
            - Rod Matudaea Lundell
            - Rod Parrotiopsis (Nied.) C.K.Schneid.
            - Rod Liquidambar L.
            - Rod Rhodoleia Champ. ex Hook.

          - Porodica Myrothamnaceae Niedenzu, 1891
            - Rod Myrothamnus Welw.

          - Porodica Platanaceae Dumort., 1829
            - Rod Platanus L.

        - I7 Red Juglandales Engler, 1892
          - Porodica Juglandaceae A. Richard ex Kunth, 1824
            - Rod Engelhardia Lesch. ex Blume
            - Rod Carya Nutt.
            - Rod Alfaroa Standl.
            - Rod Platycarya Siebold & Zucc.
            - Rod Pterocarya Kunth
            - Rod Oreomunnea Oerst.
            - Rod Juglans L.

          - Porodica Rhoipteleaceae Handel-Mazetti, 1932
            - Rod Rhoiptelea Diels & Hand.-Mazz.

        - I8 Red Leitneriales Engler, 1897
          - Porodica Leitneriaceae Benth., 1880
            - Rod Leitneria Chapm., 1860

        - I9 Red Myricales Engler, 1892
          - Porodica Myricaceae Blume, 1829
            - Rod Comptonia L'Her. ex Aiton
            - Rod Canacomyrica Guillaumin
            - Rod Myrica L.

        - I10 Red Trochodendrales Takht., 1966
          - Porodica Tetracentraceae Van Tieghem, 1900
            - Rod Tetracentron Oliv.

          - Porodica Trochodendraceae Eichler, 1865
            - Rod Trochodendron Siebold & Zucc.

        - I11 Red Urticales Lindl., 1833
          - Porodica Barbeyaceae Rendle, 1916
            - Rod Barbeya Schweinf.

          - Porodica Ulmaceae Mirbel, 1815
            - Rod Celtis L.
            - Rod Aphananthe Planch.
            - Rod Zelkova Spach
            - Rod Hemiptelea Planch.
            - Rod Ulmus L.
            - Rod Trema Lour.

          - Porodica Cannabaceae Endl., 1837
            - Rod Cannabis L.
            - Rod Humulus L.

          - Porodica Moraceae Link, 1831
            - Rod Fatoua Gaudich.
            - Rod Maclura Nutt.
            - Rod Artocarpus J.R.Forst. & G.Forst.
            - Rod Dorstenia L.
            - Rod Ficus L.
            - Rod Morus L.

          - Porodica Cecropiaceae Berg, 1978
            - Rod Cecropia Loefl.
            - Rod Coussapoa Aubl.
            - Rod Pourouma Aubl.
            - Rod Musanga C.Sm. ex R.Br.
            - Rod Conocephalus Blume
            - Rod Myrianthus P.Beauv.

          - Porodica Urticaceae Juss., 1789
            - Rod Elatostema J.R.Forst. & G.Forst.
            - Rod Pilea Lindl.
            - Rod Boehmeria Jacq.
            - Rod Urera Gaudich.
            - Rod Laportea Gaudich.
            - Rod Parietaria L.
            - Rod Phenax Wedd.
            - Rod Urtica L.
            - Rod Helxine Bubani

          - Porodica Physenaceae

      - J Podrazred Magnoliidae Takht., 1966
        - J1 Red Aristolochiales Lindl., 1833
          - Porodica Aristolochiaceae Juss., 1789
            - Rod Asarum L.
            - Rod Aristolochia L.
            - Rod Saruma Oliv.
            - Rod Hexastylis Raf.

        - J2 Red Illiciales Hu, 1950
          - Porodica Illiciaceae A. C. Smith, 1947
            - Rod Illicium L.

          - Porodica Schisandraceae Blume, 1830
            - Rod Schisandra Michx.
            - Rod Kadsura Juss.

        - J3 Red Laurales Lindl., 1833
          - Porodica Amborellaceae Pichon, 1948
            - Rod Amborella Baill.

          - Porodica Calycanthaceae Lindl., 1819
            - Rod Chimonanthus Lindl.
            - Rod Calycanthus L.
            - Rod Sinocalycanthus (W.C.Cheng & S.Y.Chang) W.C.Cheng & S.Y.Chang

          - Porodica Gomortegaceae Reiche, 1896
            - Rod Gomortega Ruiz & Pav.

          - Porodica Hernandiaceae Blume, 1826
            - Rod Illigera Blume
            - Rod Sparattanthelium Mart.
            - Rod Hernandia L.
            - Rod Gyrocarpus Jacq.

          - Porodica Idiospermaceae S. T. Blake, 1972
            - Rod Idiospermum S.T.Blake

          - Porodica Lauraceae Juss., 1789
            - Rod Dicypellium Nees & Mart.
            - Rod Beilschmiedia Nees
            - Rod Cinnamomum Schaeff.
            - Rod Cryptocarya R.Br.
            - Rod Cassytha Mill., 1768
            - Rod Sassafras Nees
            - Rod Laurus L.
            - Rod Phyllostemonodaphne Kosterm.
            - Rod Litsea Lam.
            - Rod Umbellularia (Nees) Nutt.
            - Rod Persea Mill.
            - Rod Potameia Thouars
            - Rod Ocotea Aubl.
            - Rod Micropora Hook.f.
            - Rod Mezilaurus Kuntze ex Taub.
            - Rod Hypodaphnis Stapf

          - Porodica Monimiaceae Juss., 1809
            - Rod Xymalos Baill.
            - Rod Hedycarya J.R.Forst. & G.Forst.
            - Rod Wilkiea F.Muell.
            - Rod Steganthera Perkins
            - Rod Hennecartia Poiss.
            - Rod Siparuna Aubl.
            - Rod Mollinedia Ruiz & Pav.
            - Rod Monimia Thouars
            - Rod Palmeria F.Muell.
            - Rod Tambourissa Sonn.
            - Rod Kibara Endl.
            - Rod Hortonia Wight
            - Rod Peumus Molina

          - Porodica Trimeniaceae Gibbs, 1917
            - Rod Trimenia Seem.
            - Rod Piptocalyx Oliv. ex Benth.

        - J4 Red Magnoliales Bromhead, 1838
          - Porodica Annonaceae Juss., 1789
            - Rod Anaxagorea A.St.-Hil.
            - Rod Annona L.
            - Rod Isolona Engl.
            - Rod Guatteria Ruiz & Pav.
            - Rod Xylopia L.
            - Rod Asimina Adans.
            - Rod Uvaria L.
            - Rod Monodora Dunal
            - Rod Polyalthia Blume

          - Porodica Austrobaileyaceae Croizat, 1943
            - Rod Austrobaileya C.T.White

          - Porodica Canellaceae Martius, 1832
            - Rod Cinnamodendron Endl.
            - Rod Cinnamosma Baill.
            - Rod Canella P.Browne
            - Rod Warburgia Engl.
            - Rod Capsicodendron Hoehne
            - Rod Pleodendron Tiegh.

          - Porodica Degeneriaceae I. W. Bailey & A. C. Smith, 1942
            - Rod Degeneria I.W.Bailey & A.C.Sm.

          - Porodica Eupomatiaceae Endl., 1841
            - Rod Eupomatia R.Br.

          - Porodica Himantandraceae Diels, 1917
            - Rod Galbulimima F.M.Bailey

          - Porodica Lactoridaceae Engl., 1888
            - Rod Lactoris Phil.

          - Porodica Magnoliaceae Juss., 1789
            - Rod Magnolia L.
            - Rod Liriodendron L.
            - Rod Michelia L.
            - Rod Kmeria (Pierre) Dandy
            - Rod Talauma Juss.

          - Porodica Myristacaceae R. Br., 1810
            - Rod Virola Aubl.
            - Rod Brochoneura Warb.
            - Rod Knema Lour.
            - Rod Myristica Gronov.
            - Rod Horsfieldia Willd.

          - Porodica Winteraceae Lindl., 1830
            - Rod Drimys J.R.Forst. & G.Forst.
            - Rod Zygogynum Baill.
            - Rod Belliolum Tiegh.
            - Rod Tasmannia DC.
            - Rod Pseudowintera Dandy
            - Rod Bubbia Tiegh.
            - Rod Tetrathalamus Lauterb.
            - Rod Takhtajania Baranova & J.-F.Leroy
            - Rod Exospermum Tiegh.

        - J5 Red Nymphaeales J. H. Schaffner, 1929
          - Porodica Barclayaceae Kozo-Poljansky, 1922
            - Rod Barclaya Wall.

          - Porodica Cabombaceae A. Rich., 1828
            - Rod Brasenia Schreb.
            - Rod Cabomba Aubl.

          - Porodica Ceratophyllaceae S. F. Gray, 1821
            - Rod Ceratophyllum L.

          - Porodica Nelumbonaceae Dumort., 1828
            - Rod Nelumbo Adans.

          - Porodica Nymphaeaceae Salisbury, 1805
            - Rod Euryale Salisb.
            - Rod Victoria Lindl.
            - Rod Ondinea Hartog
            - Rod Nymphaea L.
            - Rod Nuphar Sm.

        - J6 Red Papaverales A. L. de Jussieu, 1789
          - Porodica Fumariaceae DC., 1821
            - Rod Corydalis DC.
            - Rod Dicentra Borkh. ex Bernh.
            - Rod Fumaria L.
            - Rod Hypecoum L.
            - Rod Pteridophyllum Siebold & Zucc.

          - Porodica Papaveraceae Juss., 1789
            - Rod Chelidonium L.
            - Rod Eschscholzia Cham.
            - Rod Dendromecon Benth.
            - Rod Meconella Nutt.
            - Rod Papaver L.
            - Rod Platystemon Benth.
            - Rod Macleaya R.Br.

        - J7 Red Piperales Lindl., 1833
          - Porodica Chloranthaceae R. Br. ex Lindley, 1821
            - Rod Ascarina J.R.Forst. & G.Forst.
            - Rod Hedyosmum Sw.
            - Rod Chloranthus Sw.
            - Rod Sarcandra Gardner
            - Rod Ascarinopsis Humbert & Capuron

          - Porodica Piperaceae C. A. Agardh, 1825
            - Rod Piper L.
            - Rod Peperomia Ruiz & Pav.

          - Porodica Saururaceae E. Meyer, 1827
            - Rod Anemopsis Hook. & Arn.
            - Rod Gymnotheca C.Presl
            - Rod Circaeocarpus C.Y.Wu
            - Rod Saururus L.
            - Rod Houttuynia Thunb.

        - J8 Red Ranunculales Lindl., 1833
          - Porodica Berberidaceae Juss., 1789
            - Rod Achlys DC.
            - Rod Berberis L.
            - Rod Diphylleia Michx.
            - Rod Podophyllum L.
            - Rod Mahonia Nutt.
            - Rod Leontice L.
            - Rod Nandina Thunb.

          - Porodica Circaeasteraceae Hutch., 1926
            - Rod Circaeaster Maxim.
            - Rod Kingdonia Balf.f. & W.W.Sm.

          - Porodica Coriariaceae DC., 1824
            - Rod Coriaria L.

          - Porodica Lardizabalaceae Decaisne, 1838
            - Rod Decaisnea Hook.f. & Thomson
            - Rod Akebia Decne.
            - Rod Boquila Decne.
            - Rod Stauntonia DC.
            - Rod Holboellia Wall.
            - Rod Lardizabala Ruiz & Pav.

          - Porodica Menispermaceae Juss., 1789
            - Rod Cyclea Arn. ex Wight
            - Rod Abuta Aubl.
            - Rod Disciphania Eichler
            - Rod Cissampelos L.
            - Rod Cocculus DC.
            - Rod Syntriandrum Engl., 1899
            - Rod Menispermum L.
            - Rod Tiliacora Colebr.
            - Rod Stephania Lour.
            - Rod Tinospora Miers

          - Porodica Ranunculaceae Juss., 1789
            - Rod Clematis L.
            - Rod Glaucidium Siebold & Zucc.
            - Rod Consolida Gray
            - Rod Eranthis Salisb.
            - Rod Delphinium L.
            - Rod Ranunculus L.
            - Rod Adonis L.
            - Rod Anemone L.
            - Rod Xanthorhiza Marshall
            - Rod Aquilegia L.
            - Rod Helleborus L.
            - Rod Thalictrum L.
            - Rod Nigella L.
            - Rod Hydrastis L.

          - Porodica Sabiaceae Blume, 1851
            - Rod Meliosma Blume
            - Rod Sabia Colebr.
            - Rod Ophiocaryon Endl.

          - Porodica Sargentodoxaceae Stapf ex Hutchinson, 1926
            - Rod Sargentodoxa Rehder & E.H.Wilson

      - K Podrazred Rosidae Takht., 1966
        - K1 Red Apiales Nakai, 1930
          - Porodica Apiaceae Lindl., 1836
            - Rod Eryngium L.
            - Rod Zizia W.D.J.Koch
            - Rod Carum L.
            - Rod Conium L.
            - Rod Coriandrum L.
            - Rod Ferula L.
            - Rod Cicuta L.
            - Rod Anethum L.
            - Rod Daucus L.
            - Rod Apium L.
            - Rod Pimpinella L.
            - Rod Lilaeopsis Greene
            - Rod Pastinaca L.
            - Rod Petroselinum Hill

          - Porodica Araliaceae Juss., 1789
            - Rod Oplopanax (Torr. & A.Gray) Miq.
            - Rod Aralia L.
            - Rod Hedera L.
            - Rod Arthrophyllum Bojer ex DC.
            - Rod Meryta J.R.Forst. & G.Forst.
            - Rod Myodocarpus Brongn. & Gris
            - Rod Polyscias J.R.Forst. & G.Forst.
            - Rod Panax L.
            - Rod Schefflera J.R.Forst. & G.Forst.
            - Rod Oreopanax Decne. & Planch.
            - Rod Tetraplasandra A.Gray
            - Rod Seemannaralia R.Vig.
            - Rod Stilbocarpa (Hook.f.) Decne. & Planch.

        - K2 Red Celastrales Wettstein, 1907
          - Porodica Aextoxicaceae Engl. & Gilg, 1919
            - Rod Aextoxicon Ruiz & Pav.

          - Porodica Aquifoliaceae Bartling, 1830
            - Rod Ilex L.
            - Rod Sphenostemon Baill.
            - Rod Phelline Labill.
            - Rod Nemopanthus Raf.

          - Porodica Cardiopteridaceae Blume, 1843
            - Rod Peripterygium Hassk.

          - Porodica Celastraceae R. Br., 1814
            - Rod Goupia Aubl.
            - Rod Canotia Torr.
            - Rod Euonymus L.
            - Rod Schaefferia Jacq.
            - Rod Siphonodon Griff.
            - Rod Chingithamnus Hand.-Mazz., 1932
            - Rod Lophopyxis Hook.f.

          - Porodica Corynocarpaceae Engl., 1897
            - Rod Corynocarpus J.R.Forst. & G.Forst.

          - Porodica Dichapetalaceae Baill., 1886
            - Rod Dichapetalum Thouars
            - Rod Stephanopodium Poepp.
            - Rod Tapura Aubl.

          - Porodica Geissolomataceae Endl., 1841
            - Rod Geissoloma Lindl. ex Kunth

          - Porodica Hippocrateaceae Juss., 1811
            - Rod Campylostemon Welw.
            - Rod Hippocratea L.
            - Rod Salacia L.

          - Porodica Icacinaceae Miers, 1851
            - Rod Iodes Blume
            - Rod Emmotum Desv. ex Ham.
            - Rod Gonocaryum Miq.
            - Rod Gomphandra Wall. ex Lindl.
            - Rod Poraqueiba Aubl.
            - Rod Metteniusa H.Karst.
            - Rod Icacina A.Juss.
            - Rod Phytocrene Wall.

          - Porodica Salvadoraceae Lindl., 1836
            - Rod Azima Lam.
            - Rod Dobera Juss.
            - Rod Salvadora L.

          - Porodica Stackhousiaceae R. Br., 1814
            - Rod Stackhousia Sm.
            - Rod Macgregoria F.Muell.
            - Rod Tripterococcus Endl.

        - K3 Red Cornales Lindl., 1833
          - Porodica Alangiaceae DC., 1828
            - Rod Alangium Lam.

          - Porodica Cornaceae Dumort., 1829
            - Rod Aralidium Miq.
            - Rod Griselinia J.R.Forst. & G.Forst.
            - Rod Curtisia Aiton
            - Rod Aucuba Thunb.
            - Rod Corokia A.Cunn.
            - Rod Cornus L.
            - Rod Melanophylla Baker
            - Rod Kaliphora Hook.f.
            - Rod Mastixia Blume
            - Rod Helwingia Willd.

          - Porodica Garryaceae Lindl., 1834
            - Rod Garrya Douglas ex Lindl.

          - Porodica Nyssaceae Dumort., 1829
            - Rod Camptotheca Decne.
            - Rod Davidia Baill.
            - Rod Nyssa Gronov. ex L.

        - K4 Red Euphorbiales Lindl., 1833
          - Porodica Buxaceae Dumort., 1822
            - Rod Buxus L.
            - Rod Sarcococca Lindl.
            - Rod Styloceras Kunth ex Juss.
            - Rod Notobuxus Oliv.
            - Rod Pachysandra Michx.

          - Porodica Euphorbiaceae Juss., 1789
            - Rod Croton L., 1753
            - Rod Phyllanthus L., 1753
            - Rod Euphorbia L., 1753
            - Rod Drypetes Vahl, 1807
            - Rod Acalypha L., 1753
            - Rod Antidesma L., 1753
            - Rod Jatropha L., 1753
            - Rod Hevea Aubl., 1775
            - Rod Manihot Mill., 1754
            - Rod Macaranga Thouars, 1806
            - Rod Ricinus L., 1753
            - Rod Tragia Plum. ex L., 1753

          - Porodica Pandaceae Engl. & Gilg, 1912
            - Rod Galearia Zoll. & Moritzi
            - Rod Microdesmis Hook.f. ex Hook.
            - Rod Panda Pierre

          - Porodica Simmondsiaceae Van Tieghem, 1898
            - Rod Simmondsia Nutt.

        - K5 Red Fabales Bromhead, 1838
          - Porodica Caesalpiniaceae R. Br., 1814
            - Rod Bauhinia L., 1753
            - Rod Batesia Spruce ex Benth., 1865
            - Rod Haematoxylum L., 1753
            - Rod Amherstia Wall., 1830
            - Rod Dicorynia Benth., 1840
            - Rod Cercis L., 1753
            - Rod Dimorphandra Schott, 1827
            - Rod Crudia Schreb., 1789
            - Rod Copaifera L., 1762
            - Rod Gleditsia L., 1753
            - Rod Cassia L., 1753
            - Rod Delonix Raf., 1836
            - Rod Gymnocladus Lam., 1785
            - Rod Senna Mill., 1754
            - Rod Caesalpinia L., 1753
            - Rod Sindora Miq., 1861
            - Rod Chamaecrista Moench, 1794
            - Rod Tamarindus L., 1753
            - Rod Swartzia Schreb., 1791

          - Porodica Fabaceae Lindl., 1836
            - Rod Etaballia Benth., 1840
            - Rod Vicia L., 1753
            - Rod Crotalaria L., 1753
            - Rod Erythrina L., 1753
            - Rod Discolobium Benth.
            - Rod Canavalia DC., 1825
            - Rod Wisteria Nutt., 1818
            - Rod Dalbergia L.f., 1781
            - Rod Genista L., 1753
            - Rod Abrus Adans., 1763
            - Rod Cytisus Desf.
            - Rod Derris Lour., 1790
            - Rod Glycyrrhiza L., 1753
            - Rod Phaseolus L., 1753
            - Rod Indigofera L., 1753
            - Rod Centrosema (DC.) Benth., 1837
            - Rod Andira Juss., 1789
            - Rod Glycine Willd., 1802
            - Rod Astragalus L., 1753
            - Rod Arachis L., 1753
            - Rod Dolichos L., 1753
            - Rod Lotus L., 1753
            - Rod Dalea Mill.
            - Rod Hedysarum L.
            - Rod Onobrychis Mill., 1754
            - Rod Lonchocarpus Kunth, 1823
            - Rod Melilotus Mill., 1754
            - Rod Platymiscium Vogel, 1837
            - Rod Tephrosia Pers., 1807
            - Rod Lathyrus L., 1753
            - Rod Pisum L., 1753
            - Rod Lupinus L., 1753
            - Rod Trifolium L., 1753
            - Rod Pueraria DC., 1825
            - Rod Ulex L., 1753
            - Rod Lespedeza Michx., 1803
            - Rod Lens Mill., 1754
            - Rod Robinia L., 1753
            - Rod Psoralea L., 1753
            - Rod Medicago L., 1753

          - Porodica Mimosaceae R. Br., 1814
            - Rod Albizia Durazz., 1772
            - Rod Inga Mill.
            - Rod Acacia Mill., 1754
            - Rod Mimosa L., 1753
            - Rod Calliandra Benth., 1840
            - Rod Pithecellobium Mart., 1837
            - Rod Parkia R.Br., 1826
            - Rod Neptunia Lour., 1790
            - Rod Prosopis L., 1767

        - K6 Red Geraniales Lindl., 1833
          - Porodica Balsaminaceae A. Rich., 1822
            - Rod Hydrocera Blume
            - Rod Impatiens L.

          - Porodica Geraniaceae Juss., 1789
            - Rod Wendtia Meyen
            - Rod Balbisia Cav.
            - Rod Erodium L'Her. ex Aiton
            - Rod Geranium L.
            - Rod Dirachma Schweinf. ex Balf.f.
            - Rod Viviania Willd. ex Less., 1829
            - Rod Biebersteinia Stephan
            - Rod Monsonia L.
            - Rod Rhynchotheca Ruiz & Pav.
            - Rod Pelargonium L'Her. ex Aiton
            - Rod Sarcocaulon (DC.) Sweet

          - Porodica Limnanthaceae R. Br., 1833
            - Rod Floerkea Willd.
            - Rod Limnanthes R.Br.

          - Porodica Oxalidaceae R. Br., 1818
            - Rod Averrhoa L.
            - Rod Oxalis L.
            - Rod Sarcotheca Blume
            - Rod Hypseocharis J.Remy

          - Porodica Tropaeolaceae DC., 1824
            - Rod Tropaeolum L.
            - Rod Magallana Cav.
            - Rod Trophaeastrum Sparre

        - K7 Red Haloragales Novák, 1954
          - Porodica Gunneraceae Meissner, 1841
            - Rod Gunnera L.

          - Porodica Haloragaceae R. Br., 1814
            - Rod Vinkia Meijden
            - Rod Gonocarpus Thunb.
            - Rod Haloragis J.R.Forst. & G.Forst.
            - Rod Haloragodendron Orchard
            - Rod Loudonia Lindl.
            - Rod Proserpinaca L.
            - Rod Myriophyllum L.

        - K8 Red Linales Cronquist, 1957
          - Porodica Erythroxylaceae Kunth, 1822
            - Rod Aneulophus Benth.
            - Rod Erythroxylum P.Browne
            - Rod Pinacopodium Exell & Mendonca
            - Rod Nectaropetalum Engl.

          - Porodica Hugoniaceae Arnott, 1834
            - Rod Ctenolophon Oliv.
            - Rod Indorouchera Hallier f.
            - Rod Hugonia L.

          - Porodica Humiriaceae Juss. ex A. St.Hil., 1829
            - Rod Humiriastrum (Urb.) Cuatrec.
            - Rod Vantanea Aubl.

          - Porodica Ixonanthaceae Exell & Mendonca, 1951
            - Rod Cyrillopsis Kuhlm.
            - Rod Ixonanthes Jack
            - Rod Allantospermum Forman
            - Rod Ochthocosmus Benth.
            - Rod Phyllocosmus Klotzsch

          - Porodica Linaceae S. F. Gray, 1821
            - Rod Anisadenia Wall. ex Meisn.
            - Rod Linum L.
            - Rod Tirpitzia Hallier f.
            - Rod Radiola Hill

        - K9 Red Myrtales Lindl., 1833
          - Porodica Combretaceae R. Br., 1810
            - Rod Combretum Loefl.
            - Rod Strephonema Hook.f.
            - Rod Lumnitzera Willd.
            - Rod Laguncularia C.F.Gaertn.
            - Rod Terminalia L.
            - Rod Quisqualis L.

          - Porodica Crypteroniaceae Alphonse de Candolle, 1868
            - Rod Crypteronia Blume

          - Porodica Lythraceae Jaume St.-Hilaire, 1805
            - Rod Dactylocladus Oliv.
            - Rod Alzatea Ruiz & Pav.
            - Rod Axinandra Thwaites
            - Rod Cuphea P.Browne
            - Rod Lythrum L.
            - Rod Lagerstroemia L.
            - Rod Rhynchocalyx Oliv.
            - Rod Lawsonia L.
            - Rod Rotala L.

          - Porodica Melastomataceae Juss., 1789
            - Rod Gravesia Naudin
            - Rod Clidemia D.Don
            - Rod Miconia Ruiz & Pav.
            - Rod Blakea P.Browne
            - Rod Medinilla Gaudich.
            - Rod Microlicia D.Don
            - Rod Leandra Raddi
            - Rod Memecylon L.
            - Rod Rhexia L.
            - Rod Tibouchina Aubl.

          - Porodica Myrtaceae Juss., 1789
            - Rod Eucalyptus L'Her.
            - Rod Eugenia L.
            - Rod Pimenta Lindl.
            - Rod Myrcia DC. ex Guill.
            - Rod Myrtus L.
            - Rod Syzygium Gaertn.
            - Rod Heteropyxis Harv.
            - Rod Psiloxylon Thouars ex Tul.
            - Rod Psidium L.
            - Rod Melaleuca L.

          - Porodica Oliniaceae Harvey & Sonder, 1862
            - Rod Olinia Thunb.

          - Porodica Onagraceae Juss., 1789
            - Rod Circaea L.
            - Rod Gaura L.
            - Rod Boisduvalia Spach
            - Rod Hauya Moc. & Sesse ex DC.
            - Rod Epilobium L.
            - Rod Clarkia Pursh
            - Rod Fuchsia Sw.
            - Rod Ludwigia L.
            - Rod Lopezia Cav.
            - Rod Oenothera L.

          - Porodica Penaeaceae Guillemin, 1828
            - Rod Penaea L.

          - Porodica Punicaceae Horaninow, 1834
            - Rod Punica L.

          - Porodica Sonneratiaceae Engl. & Gilg, 1924
            - Rod Duabanga Buch.-Ham.
            - Rod Sonneratia L.f.

          - Porodica Thymelaeaceae Juss., 1789
            - Rod Dirca L.
            - Rod Aquilaria Lam.
            - Rod Daphne L.
            - Rod Gnidia L.
            - Rod Gonystylus Teijsm. & Binn.
            - Rod Pimelea Banks & Sol.
            - Rod Synandrodaphne Gilg
            - Rod Struthiola L.

          - Porodica Trapaceae Dumort., 1828
            - Rod Trapa L.

        - K10 Red Podostemales Lindl., 1833
          - Porodica Podostemaceae L. C. Richard ex C. A. Agardh, 1822
            - Rod Apinagia Tul.
            - Rod Oenone Tul.
            - Rod Inversodicraea Engler, in Engler & Drude, 1915
            - Rod Marathrum Bonpl.
            - Rod Podostemum Michx.
            - Rod Rhyncholacis Tul.

        - K11 Red Polygalales Benth. & Hook., 1862
          - Porodica Krameriaceae Dumort., 1829
            - Rod Krameria L. ex Loefl.

          - Porodica Malpighiaceae Juss., 1789
            - Rod Tetrapterys Cav.
            - Rod Acridocarpus Guill. & Perr.
            - Rod Byrsonima Rich. ex Kunth
            - Rod Bunchosia Rich. ex Kunth
            - Rod Stigmaphyllon A.Juss.
            - Rod Banisteriopsis C.B.Rob. ex Small
            - Rod Heteropterys Kunth
            - Rod Mascagnia (Bertero ex DC.) Colla
            - Rod Malpighia L.
            - Rod Pterandra A.Juss.

          - Porodica Polygalaceae Hoffmanns. & Link, 1809
            - Rod Carpolobia G.Don
            - Rod Diclidanthera Mart.
            - Rod Atroxima Stapf
            - Rod Eriandra P.Royen & Steenis
            - Rod Emblingia F.Muell.
            - Rod Epirixanthes Blume, 1823
            - Rod Muraltia DC.
            - Rod Salomonia Lour.
            - Rod Polygala L.
            - Rod Securidaca L.
            - Rod Monnina Ruiz & Pav.
            - Rod Moutabea Aubl.

          - Porodica Tremandraceae R. Br. ex A. P. de Candolle, 1824
            - Rod Tetratheca Sm.
            - Rod Platytheca Steetz
            - Rod Tremandra R.Br. ex DC.

          - Porodica Trigoniaceae Endl., 1841
            - Rod Trigonia Aubl.
            - Rod Trigoniastrum Miq.
            - Rod Humbertiodendron Leandri

          - Porodica Vochysiaceae A. St.-Hilaire, 1820
            - Rod Euphronia Mart. & Zucc.
            - Rod Vochysia Aubl.
            - Rod Erismadelphus Mildbr.
            - Rod Qualea Aubl.

          - Porodica Xanthophyllaceae (Chodat) Gagnep., ex Reveal & Hoogland, 1990
            - Rod Xanthophyllum Roxb.

        - K12 Red Proteales Lindl., 1833
          - Porodica Elaeagnaceae Juss., 1789
            - Rod Elaeagnus L.
            - Rod Hippophae L.
            - Rod Shepherdia Nutt.

          - Porodica Proteaceae Juss., 1789
            - Rod Bellendena R.Br.
            - Rod Conospermum Sm.
            - Rod Franklandia R.Br.
            - Rod Grevillea R.Br. ex Knight
            - Rod Hakea Schrad.
            - Rod Protea L.
            - Rod Persoonia Willd.
            - Rod Helicia Pers.
            - Rod Macadamia F.Muell.
            - Rod Synaphea R.Br.

        - K13 Red Rafflesiales Kerner, 1891
          - Porodica Hydnoraceae C. A. Agardh, 1821
            - Rod Hydnora Thunb.
            - Rod Prosopanche de Bary

          - Porodica Mitrastemonaceae Makino, 1911
            - Rod Mitrastemon Makino

          - Porodica Rafflesiaceae Dumort., 1829
            - Rod Cytinus L.
            - Rod Rafflesia R.Br.

        - K14 Red Rhamnales Lindl., 1833
          - Porodica Leeaceae Dumort., 1829
            - Rod Leea L.

          - Porodica Rhamnaceae Juss., 1789
            - Rod Ceanothus L.
            - Rod Ziziphus Mill., 1754
            - Rod Crumenaria Mart.
            - Rod Gouania Jacq.
            - Rod Rhamnus L.
            - Rod Reynosia Griseb.
            - Rod Karwinskia Zucc.
            - Rod Phylica L.

          - Porodica Vitaceae Juss., 1789
            - Rod Cissus L.
            - Rod Vitis L.
            - Rod Tetrastigma K.Schum.
            - Rod Parthenocissus Planch.

        - K15 Red Rhizophorales Van Tieghem & Constantin, 1918
          - Porodica Rhizophoraceae Pers., 1806
            - Rod Cassipourea Aubl.
            - Rod Rhizophora L.
            - Rod Macarisia Thouars

        - K16 Red Rosales Lindl., 1833
          - Porodica Alseuosmiaceae Airy Shaw, 1965
            - Rod Alseuosmia A.Cunn.
            - Rod Periomphale Baill.
            - Rod Memecylanthus Gilg & Schltr.

          - Porodica Anisophylleaceae Ridley, 1922
            - Rod Combretocarpus Hook.f.
            - Rod Anisophyllea R.Br. ex Sabine
            - Rod Polygonanthus Ducke
            - Rod Poga Pierre

          - Porodica Brunelliaceae Engl., 1897
            - Rod Brunellia Ruiz & Pav.

          - Porodica Bruniaceae DC., 1825
            - Rod Berzelia Brongn.
            - Rod Audouinia Brongn.
            - Rod Staavia Dahl
            - Rod Mniothamnea (Oliv.) Nied.
            - Rod Lonchostoma Wikstr.

          - Porodica Byblidaceae Domin, 1922
            - Rod Byblis Salisb.
            - Rod Roridula Forssk.

          - Porodica Cephalotaceae Dumort., 1829
            - Rod Cephalotus Labill.

          - Porodica Chrysobalanaceae R. Br., 1818
            - Rod Chrysobalanus L.
            - Rod Couepia Aubl.
            - Rod Licania Aubl.
            - Rod Parinari Aubl.
            - Rod Hirtella L.

          - Porodica Columelliaceae D. Don, 1828
            - Rod Columellia Ruiz & Pav.

          - Porodica Connaraceae R. Br., 1810
            - Rod Agelaea Sol. ex Planch.
            - Rod Rourea Aubl.
            - Rod Cnestis Juss.
            - Rod Jollydora Pierre ex Gilg
            - Rod Connarus L.

          - Porodica Crassulaceae J. St.-Hil., 1805
            - Rod Diamorpha Nutt.
            - Rod Crassula L.
            - Rod Pagella Schonl.
            - Rod Monanthes Haw.
            - Rod Sedum L.
            - Rod Kalanchoe Adans.

          - Porodica Crossosomataceae Engl., 1897
            - Rod Apacheria C.T.Mason
            - Rod Crossosoma Nutt.
            - Rod Glossopetalon A.Gray

          - Porodica Cunoniaceae R. Br., 1814
            - Rod Callicoma Andrews
            - Rod Cunonia L.
            - Rod Aphanopetalum Endl.
            - Rod Bauera Banks ex Andr.
            - Rod Acsmithia Hoogland
            - Rod Weinmannia L.
            - Rod Pancheria Brongn. & Gris
            - Rod Spiraeanthemum A.Gray

          - Porodica Davidsoniaceae Bange, 1952
            - Rod Davidsonia F.Muell.

          - Porodica Dialypetalanthaceae Rizzini & Occhioni, 1949
            - Rod Dialypetalanthus Kuhlm.

          - Porodica Eucryphiaceae Endl., 1841
            - Rod Eucryphia Cav.

          - Porodica Greyiaceae Hutch., 1926
            - Rod Greyia Hook. & Harv.

          - Porodica Grossulariaceae DC., 1805
            - Rod Brexia Noronha ex Thouars
            - Rod Itea L.
            - Rod Argophyllum J.R.Forst. & G.Forst.
            - Rod Escallonia Mutis ex L.f.
            - Rod Grevea Baill.
            - Rod Montinia Thunb.
            - Rod Tetracarpaea Hook.
            - Rod Phyllonoma Willd. ex Schult.
            - Rod Pterostemon Schauer
            - Rod Polyosma Blume
            - Rod Ribes L.

          - Porodica Hydrangeaceae Dumort., 1829
            - Rod Cardiandra Siebold & Zucc.
            - Rod Carpenteria Torr.
            - Rod Deutzia Thunb.
            - Rod Fendlerella A.Heller
            - Rod Whipplea Torr.
            - Rod Jamesia Torr. & A.Gray
            - Rod Broussaisia Gaudich.
            - Rod Fendlera Engelm. & A.Gray
            - Rod Deinanthe Maxim.
            - Rod Philadelphus L.
            - Rod Kirengeshoma Yatabe
            - Rod Hydrangea L.

          - Porodica Neuradaceae J. G. Agardh, 1858
            - Rod Grielum L.
            - Rod Neurada L.
            - Rod Neuradopsis Bremek. & Oberm.

          - Porodica Pittosporaceae R. Br., 1814
            - Rod Cheiranthera A.Cunn. ex Brongn.
            - Rod Pittosporum Banks ex Sol.

          - Porodica Rhabdodendraceae Prance, 1968
            - Rod Rhabdodendron Gilg & Pilg.

          - Porodica Rosaceae Juss., 1789
            - Rod Kageneckia Ruiz & Pav.
            - Rod Quillaja Molina
            - Rod Fragaria L.
            - Rod Sorbus L.
            - Rod Prunus L.
            - Rod Rubus L.
            - Rod Sanguisorba L.
            - Rod Aphanes L.
            - Rod Crataegus L.
            - Rod Aruncus L.
            - Rod Pyrus L.
            - Rod Lindleya Nees
            - Rod Spiraea L.
            - Rod Physocarpus (Cambess.) Maxim.
            - Rod Rosa L.
            - Rod Pyracantha M.Roem.
            - Rod Potentilla L.
            - Rod Kerria DC.

          - Porodica Saxifragaceae Juss., 1789
            - Rod Astilbe Buch.-Ham. ex G.Don
            - Rod Francoa Cav.
            - Rod Eremosyne Endl.
            - Rod Mitella L.
            - Rod Vahlia Thunb.
            - Rod Parnassia L.
            - Rod Saxifraga L.
            - Rod Penthorum L.

          - Porodica Surianaceae Arn., 1834
            - Rod Guilfoylia F.Muell.
            - Rod Cadellia F.Muell.
            - Rod Stylobasium Desf.
            - Rod Suriana L.

        - K17 Red Santalales Lindl., 1833
          - Porodica Balanophoraceae L. C. & A. Richard, 1822
            - Rod Balanophora J.R.Forst. & G.Forst.
            - Rod Cynomorium L.
            - Rod Mystropetalon Harv.

          - Porodica Dipentodontaceae Merrill, 1941
            - Rod Dipentodon Dunn

          - Porodica Eremolepidaceae Van Tieghem, 1910
            - Rod Antidaphne Poepp. & Endl.
            - Rod Eubrachion Hook.f.
            - Rod Eremolepis Griseb.

          - Porodica Loranthaceae Juss., 1808
            - Rod Atkinsonia F.Muell.
            - Rod Loranthus Jacq.
            - Rod Struthanthus Mart.
            - Rod Nuytsia R.Br. ex G.Don
            - Rod Psittacanthus Mart.
            - Rod Lysiana Tiegh.

          - Porodica Medusandraceae Brenan, 1952
            - Rod Medusandra Brenan

          - Porodica Misodendraceae J. G. Agardh, 1858
            - Rod Misodendrum Banks ex DC.

          - Porodica Olacaceae Mirbel ex A. P. de Candolle, 1824
            - Rod Anacolosa (Blume) Blume
            - Rod Ximenia L.
            - Rod Olax L.
            - Rod Schoepfia Schreb.
            - Rod Octoknema Pierre

          - Porodica Opiliaceae Valeton, 1886
            - Rod Gjellerupia Lauterb.
            - Rod Agonandra Miers ex Hook.f.
            - Rod Opilia Roxb.
            - Rod Rhopalopilia Pierre

          - Porodica Santalaceae R. Br., 1810
            - Rod Arjona Cav.
            - Rod Dendrotrophe Miq.
            - Rod Comandra Nutt.
            - Rod Santalum L.
            - Rod Exocarpos Labill.
            - Rod Thesium L.

          - Porodica Viscaceae Miers, 1851
            - Rod Arceuthobium M.Bieb.
            - Rod Viscum L.
            - Rod Lepidoceras Hook.f.
            - Rod Phoradendron Nutt.

        - K18 Red Sapindales Benth. & Hook., 1862
          - Porodica Aceraceae Juss., 1789
            - Rod Acer L.
            - Rod Dipteronia Oliv.

          - Porodica Akaniaceae Stapf, 1912
            - Rod Akania Hook.f.

          - Porodica Anacardiaceae Lindl., 1830
            - Rod Anacardium L.
            - Rod Pistacia L.
            - Rod Toxicodendron Mill.
            - Rod Mangifera L.
            - Rod Rhus L.
            - Rod Metopium P.Browne

          - Porodica Bretschneideraceae Engl. & Gilg, 1924
            - Rod Bretschneidera Hemsl.

          - Porodica Burseraceae Kunth, 1824
            - Rod Canarium L.
            - Rod Commiphora Jacq.
            - Rod Bursera Jacq. ex L.
            - Rod Aucoumea Pierre
            - Rod Boswellia Roxb. ex Colebr.
            - Rod Protium Burm.f.

          - Porodica Cneoraceae Link, 1831
            - Rod Cneorum L.

          - Porodica Hippocastanaceae DC., 1824
            - Rod Aesculus L.
            - Rod Billia Peyr.

          - Porodica Julianiaceae W. B. Hemsley, 1906
            - Rod Amphipterygium Schiede ex Standl.
            - Rod Orthopterygium Hemsl.

          - Porodica Meliaceae Juss., 1789
            - Rod Heckeldora Pierre
            - Rod Chisocheton Blume
            - Rod Dysoxylum Blume
            - Rod Aglaia Lour.
            - Rod Capuronianthus J.F.Leroy
            - Rod Cedrela P.Browne
            - Rod Megaphyllaea Hemsl.
            - Rod Melia L.
            - Rod Swietenia Jacq.
            - Rod Turraea L.
            - Rod Trichilia P.Browne

          - Porodica Melianthaceae Link, 1831
            - Rod Bersama Fresen.
            - Rod Melianthus L.

          - Porodica Rutaceae Juss., 1789
            - Rod Citrus L.
            - Rod Zanthoxylum L.
            - Rod Glycosmis Correa
            - Rod Adenandra Willd.
            - Rod Phellodendron Rupr.
            - Rod Ruta L.
            - Rod Evodia J.R. Forst. & G. Forst., 1775

          - Porodica Sapindaceae Juss., 1789
            - Rod Allophylus L.
            - Rod Dodonaea Mill.
            - Rod Cedrelopsis Baill.
            - Rod Koelreuteria Laxm.
            - Rod Paullinia L.
            - Rod Ptaeroxylon Eckl. & Zeyh.
            - Rod Serjania Mill.
            - Rod Sapindus L.

          - Porodica Simaroubaceae DC., 1811
            - Rod Alvaradoa Liebm.
            - Rod Irvingia Hook.f.
            - Rod Picrolemma Hook.f.
            - Rod Ailanthus Desf.
            - Rod Quassia L.
            - Rod Kirkia Oliv.
            - Rod Picramnia Sw.
            - Rod Recchia Moc. & Sesse ex DC.
            - Rod Simarouba Aubl.

          - Porodica Staphyleaceae Lindl., 1829
            - Rod Euscaphis Siebold & Zucc.
            - Rod Huertea Ruiz & Pav.
            - Rod Staphylea L.
            - Rod Turpinia La Llave & Lex., 1824
            - Rod Tapiscia Oliv.

          - Porodica Zygophyllaceae R. Br., 1814
            - Rod Zygophyllum L.
            - Rod Guaiacum L.
            - Rod Balanites Delile
            - Rod Nitraria L.
            - Rod Kallstroemia Scop.
            - Rod Peganum L.
            - Rod Malacocarpus Salm-Dyck
            - Rod Tribulus L.
            - Rod Tetradiclis Steven ex M.Bieb.
            - Rod Larrea Cav.